# Рио Гранди (приток на Парана)
Рио Гранди (на португалски: Rio Grande) е река в югоизточната част на Бразилия, в щатите Минас Жерайс и Сао Пауло, лява съставяща на река Парана. Дължината ѝ е 1360 km, а площта на водосборния басейн 143 000 km² (5,54% от водосборния басейн на Парана).
Река Рио Гранди води началото си на 1825 m н.в., от северните склонове на планинската верига Сера да Мантикейра, разположена в крайната югоизточна част на Бразилското плато, в южната част на щата Минас Жерайс. В най-горното си течение има североизточна посока, след това – северозападна, а накрая – западна. По цялото си протежение тече през Бразилското плато в предимно дълбока и тясна долина със стотици планински меандри и множество прагове и водопади. В най-долното ѝ течение се намира водопада Монти Алто. В част от средното и по цялото си долно течение служи за граница между щатите Минас Жерайс и Сао Пауло. На мястото, където се събират границите на щатите Минас Жерайс, Сао Пауло и Мато Гросо до Сул, на 325 m н.в. се влива в язовира „Солтейра“ и заедно с идващата отдясно река Паранаиба, двете заедно дават началото на река Парана.
Основните ѝ притоци са леви: Сапукаи (343 km), Рио Пардо (573 km, най-голям приток), Рио Турво. Подхранването ѝ е предимно дъждовно с ясно изразено лятно пълноводие (от януари до март). Среден годишен отток в долното течение 2400 m³/s. По нея е изградена каскада от 12 язовира, като най-голям е „Фурнас“ (в горното течение) с обем от 20,2 km³ и ВЕЦ с мощност 1,2 Гвт. Около 67% от електроенергия в щата Минас Жерайс се произвежда от ВЕЦ-овете по течението на реката. Въпреки многоводието си река Рио Гранди е плавателна само на отделни участъци между многобройните си прагове и водопади. В миналото, между 1889 и 1963 г., преди изграждането на язовирите, по нея са се движели параходи и е имало връзка между тях и изградената теснолинейка.